# Warchalking

Símbolos utilizados na pratica de warchalking

Inspirado por símbolos usados por moradores de rua, as marcas de warchalking foram concebidas por um grupo de amigos em Junho de 2002 e publicizados por Matt Jones, que desenhou um conjunto de ícones e disponibilizou na Internet um documento que os continha. Poucos dias após Matt Jones ter publicado uma entrada em seu blog sobre o warchalking artigos apareceram em dúzias de publicações e histórias apareceram em vários dos maiores programas de televisão ao redor do mundo.
A palavra é formada por analogia a wardriving, que é a prática de dirigir por uma área em um carro para detectar pontos Wi-Fi abertos. Esse termo é, por sua vez, baseado em wardialing, que é a prática de discar muitos números de telefone na esperança de encontrar um modem.
Tendo encontrado um ponto Wi-Fi, o praticante de warchalking desenha um símbolo especial em um objeto próximo, tal qual uma parede, o pavimento, ou um poste. Ofertantes de serviço Wi-Fi podem desenhar um símbolo desses para divulgar a presença da localização do ponto Wi-Fi, seja comercial ou pessoal.
Traduzindo de forma grosseira, warchalking significa guerra de giz. No Brasil, os primeiros sinais do WarChalking já surgiram em São Paulo e no Rio de Janeiro, principalmente em aeroportos e lanchonetes que utilizam equipamentos móveis (tipo IPaqs e Palms) com redes sem fio para tirar pedidos e fechar a conta. Como não há limite para este tipo de situação, qualquer mecanismo que utiliza wireless (como aquelas máquinas de cartão de crédito de postos de gasolina) pode ser facilmente interceptado.